# European Championships 2018/Teilnehmer (Albanien)
| Gelbes Symbol für Goldmedaillen mit stilisierten Olympischen Ringen | Graues Symbol für Silbermedaillen mit stilisierten Olympischen Ringen | Braundes Symbol für Bronzemedaillen mit stilisierten Olympischen Ringen |
| ------------------------------------------------------------------- | --------------------------------------------------------------------- | ----------------------------------------------------------------------- |
| —                                                                   | —                                                                     | —                                                                       |

Albanien nahm an den European Championships 2018 in Glasgow und Berlin teil.

## Teilnehmer nach Sportarten

### Leichtathletik
Laufen
| Athleten      | Wettbewerb       | Vorlauf     | Vorlauf | Halbfinale    | Halbfinale    | Finale        | Finale        | Rang |
| Athleten      | Wettbewerb       | Zeit        | Rang    | Zeit          | Rang          | Zeit          | Rang          | Rang |
| ------------- | ---------------- | ----------- | ------- | ------------- | ------------- | ------------- | ------------- | ---- |
| Männer        |                  |             |         |               |               |               |               |      |
| Franko Burraj | 400 m            | 47,56 s     | 7       | ausgeschieden | ausgeschieden | ausgeschieden | ausgeschieden | 28   |
| Frauen        |                  |             |         |               |               |               |               |      |
| Luiza Gega    | 3000 m Hindernis | 9:33,11 min | 2       | –             | –             | 9:24,78 min   | 4             | 4    |

 Springen und Werfen 
| Athleten      | Wettbewerb | Qualifikation | Qualifikation | Finale     | Finale | Rang |
| Athleten      | Wettbewerb | Weite/Höhe    | Rang          | Weite/Höhe | Rang   | Rang |
| ------------- | ---------- | ------------- | ------------- | ---------- | ------ | ---- |
| Männer        |            |               |               |            |        |      |
| Izmir Smajlaj | Weitsprung | 7,71 m        | 12            | 7,83 m     | 10     | 10   |

### Schwimmen
| Athleten      | Wettbewerb      | Vorlauf      | Vorlauf | Halbfinale    | Halbfinale    | Finale        | Finale        | Rang          |
| Athleten      | Wettbewerb      | Zeit         | Rang    | Zeit          | Rang          | Zeit          | Rang          | Rang          |
| ------------- | --------------- | ------------ | ------- | ------------- | ------------- | ------------- | ------------- | ------------- |
| Frauen        |                 |              |         |               |               |               |               |               |
| Nikol Merizaj | 50 m Freistil   | 27,21 s      | 2       | ausgeschieden | ausgeschieden | ausgeschieden | ausgeschieden | 50            |
| Nikol Merizaj | 100 m Freistil  | 1:00,59 min  | 5       | ausgeschieden | ausgeschieden | ausgeschieden | ausgeschieden | 50            |
| Nikol Merizaj | 200 m Freistil  | 2:12,28 min  | 7       | ausgeschieden | ausgeschieden | ausgeschieden | ausgeschieden | 53            |
| Männer        |                 |              |         |               |               |               |               |               |
| Franc Aleksi  | 200 m Freistil  | 1:59,23 min  | 1       | ausgeschieden | ausgeschieden | ausgeschieden | ausgeschieden | 58            |
| Franc Aleksi  | 1500 m Freistil | 16:29,27 min | 8       | ausgeschieden | ausgeschieden | ausgeschieden | ausgeschieden | 20            |
| Deni Baholli  | 100 m Freistil  | 55,60 s      | 4       | ausgeschieden | ausgeschieden | ausgeschieden | ausgeschieden | 80            |
| Deni Baholli  | 50 m Brust      | 31,43 s      | 5       | ausgeschieden | ausgeschieden | ausgeschieden | ausgeschieden | 53            |
| Deni Baholli  | 100 m Brust     | DSQ          | DSQ     | ausgeschieden | ausgeschieden | ausgeschieden | ausgeschieden | ausgeschieden |
| Frenc Berdaku | 400 m Freistil  | 4:09,78 min  | 5       | ausgeschieden | ausgeschieden | ausgeschieden | ausgeschieden | 34            |
| Frenc Berdaku | 800 m Freistil  | 8:44,70 min  | 8       | ausgeschieden | ausgeschieden | ausgeschieden | ausgeschieden | 26            |
| Spiro Goga    | 400 m Freistil  | 4:13,88 min  | 6       | ausgeschieden | ausgeschieden | ausgeschieden | ausgeschieden | 35            |
| Spiro Goga    | 800 m Freistil  | DNS          | DNS     | ausgeschieden | ausgeschieden | ausgeschieden | ausgeschieden | ausgeschieden |